# Municipio de Black Hawk (condado de Black Hawk)
El municipio de Black Hawk (en inglés: Black Hawk Township) es uno de los diecisiete municipios ubicados en el condado homónimo en el estado estadounidense de Iowa. En el año 2000 el municipio tenía una población de 2494 habitantes y una densidad poblacional de 30,7 personas por km². El territorio del municipio incluye al de una ciudad, Hudson.

## Geografía
El municipio de Black Hawk se encuentra ubicado en las coordenadas 42°25′02″N 92°28′20″O / 42.41722, -92.47222.